# Северодвинская улица (Москва)
Северодви́нская улица — улица на севере Москвы, находится в Северном Медведково (Северо-Восточный административный округ) между Широкой и Осташковской улицами. Название улицы перенесено в 1983 году с упраздненной в 1972 году улицы в Бабушкине (до 1964 года — Первомайская улица). Названа по реке Северная Двина и городу Северодвинску в связи с расположением улицы на севере Москвы.

## Расположение
Северодвинская улица начинается от Широкой улицы и проходит с юга на север вдоль поймы реки Яуза, затем поворачивает налево под прямым углом и с востока на запад оканчивается на Осташковской улице, переходя в Студёный проезд.

## Учреждения
- Дом 11, корпус 2 — Детская центральная библиотека 39 СВАО ЦБС No.1;
- Дом 13 — Издательство «Полис».

## Общественный транспорт
По улице проходят несколько автобусных маршрутов. Остановки:
- «Северодвинская улица» — автобус 771 (конечная). Находится на Осташковской улице
- «Северодвинская улица, 9» — автобусы 71, 428, 771, 393
- «Северодвинская улица, 11» — автобусы 71, 428, 771, 393
- «Северодвинская улица, 19» — автобусы 71, 428, 771, 393